# Чин (народ)
Чин (чини) - це народ підгрупи кукі-чин, що говорить на однойменній мові тибето-бірманської гілки. Проживають в М'янмі, Індії та Бангладеш.
В М'янмі чини проживають в штаті Чин. Представлені народностями (і мовами) фалам, тиддім, хака-чин тощо. Населення в М'янмі становить близько 880 тисяч осіб.
В Індії чини проживають в штатах Ассам, Маніпур, Мегхалая і Мізорам і представлені народностями (і мовами) мізо, тхадо, лакхери тощо. Населення в Індії перевищує 400 тис. чоловік.

## Мови
Чин говорять на великій кількості мов, що утворюють кукі-чинську групу гілки кукі-чин-нага тибето-бірманських мов.
Мови кукі-чин вперше були описані і класифіковані Стеном Коно. Він відніс ці мови до бірманської гілки тибето-бірманської сім'ї. Для чинських мов характерна важливість займенників. Розділяють два тони іменників і займенників: прямий і непрямий .
Також поділяють неформальну усну мову і «літературну». Формальні пропозиції завжди закінчуються дієсловом з часткою, а не займенником, як це відбувається в усному мовленні.

## Релігія
Чин в основному християни, серед них переважають протестанти, особливо баптисти . Окремі представники чин заявили, що вони є нащадками коліна Манасієва, і стали практикувати юдаїзм. Вони називають себе Бней-Менаше і частина їх переселилася в Ізраїль.

## Побут
Побут народів чин простий. В основному вони займаються землеробством (рис, пшениця, кукурудза), ткацтвом і полюванням. Одяг чинів домотканий, нагадує свого роду плащ або накидку.